# Голубівка (Бахмутський район)
Голубі́вка — село Соледарської міської громади Бахмутського району Донецької області в Україні.

## Населення

### Мова
Розподіл населення за рідною мовою за даними перепису 2001 року:
| Мова            | Кількість | Відсоток |
| --------------- | --------- | -------- |
| українська      | 35        | 87.5%    |
| російська       | 4         | 10.0%    |
| інші/не вказали | 1         | 2.5%     |
| Усього          | 40        | 100%     |

1. ↑  Рідні мови в об'єднаних територіальних громадах України — Український центр суспільних даних